# Masaby kyrka
Masaby kyrka, eller Matteus kyrka, är en kyrka i Masaby i Kyrkslätts kommun i Finland.
Masaby kyrka i Kyrkslätts finska och svenska församling invigdes i februari 2000. 
Kyrkan ritades av Erkki Pitkäranta och interiörerna har utformats av Jan-Erik Andersson i samarbete med Pitkäranta. 
Interiören är rikt dekorerad. Kyrksalen är fylld av symboliska bilder. Väggarna i hörnet bakom altaret är dekorerade med en bergsformation. I kyrksalens kakelgolv finns golvplattebilder med Betlehems stjärna som pekar från ingången mot altaret. I golvet finns vidare symboler för de fyra evangelisterna: ängel för Matteus, lejon för Markus, oxe för Lukas och örn för Johannes. Golvet har också bilder av fiskar som flyter i en ström i olika riktningar från altaret. 
Kyrkosalen rymmer omkring 250 personer. I anslutning till kyrkan finns också lokaler för barnpassning och för församlingsexpedition.

## Fotogalleri

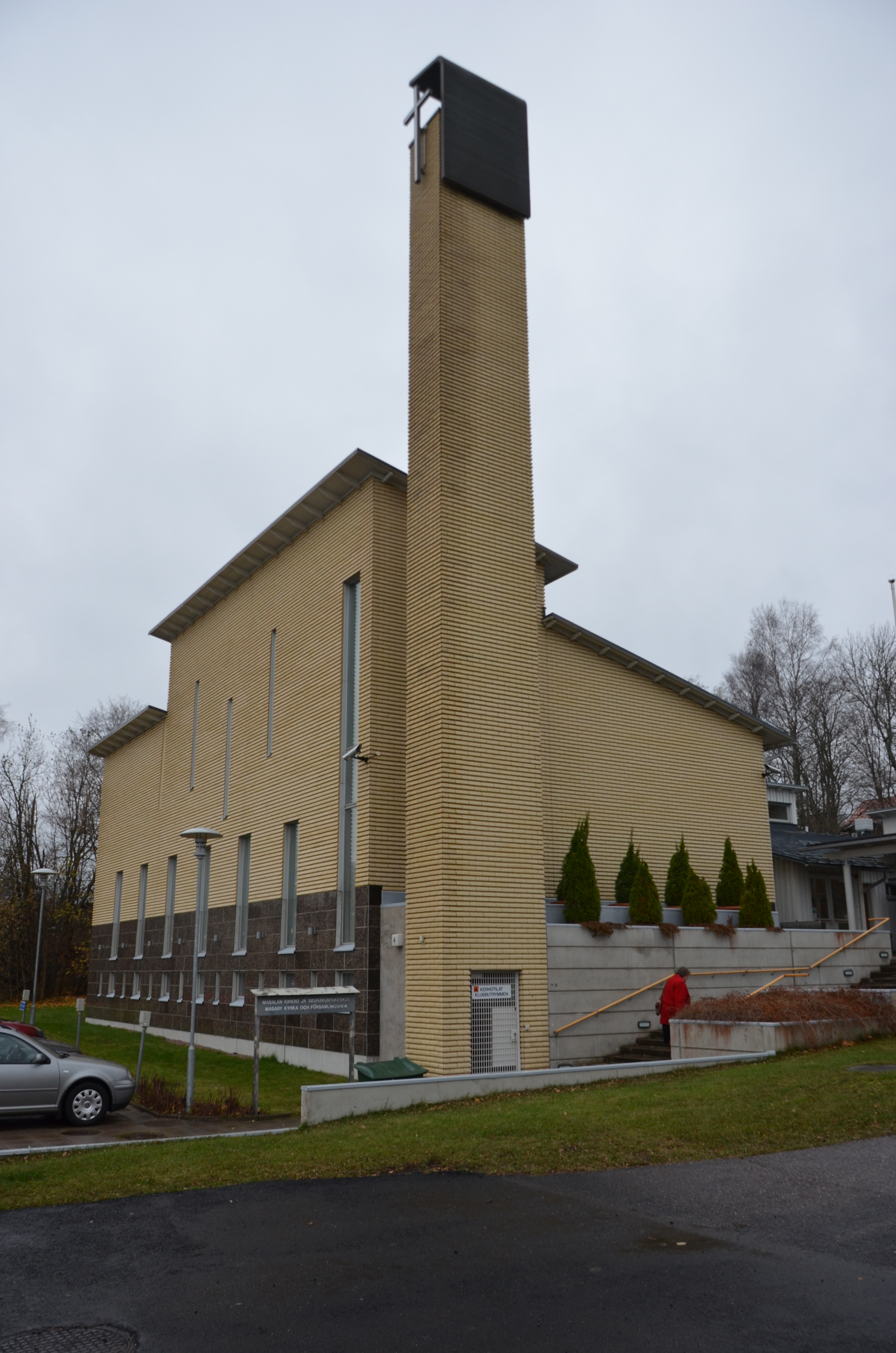
Kyrkan från sydost
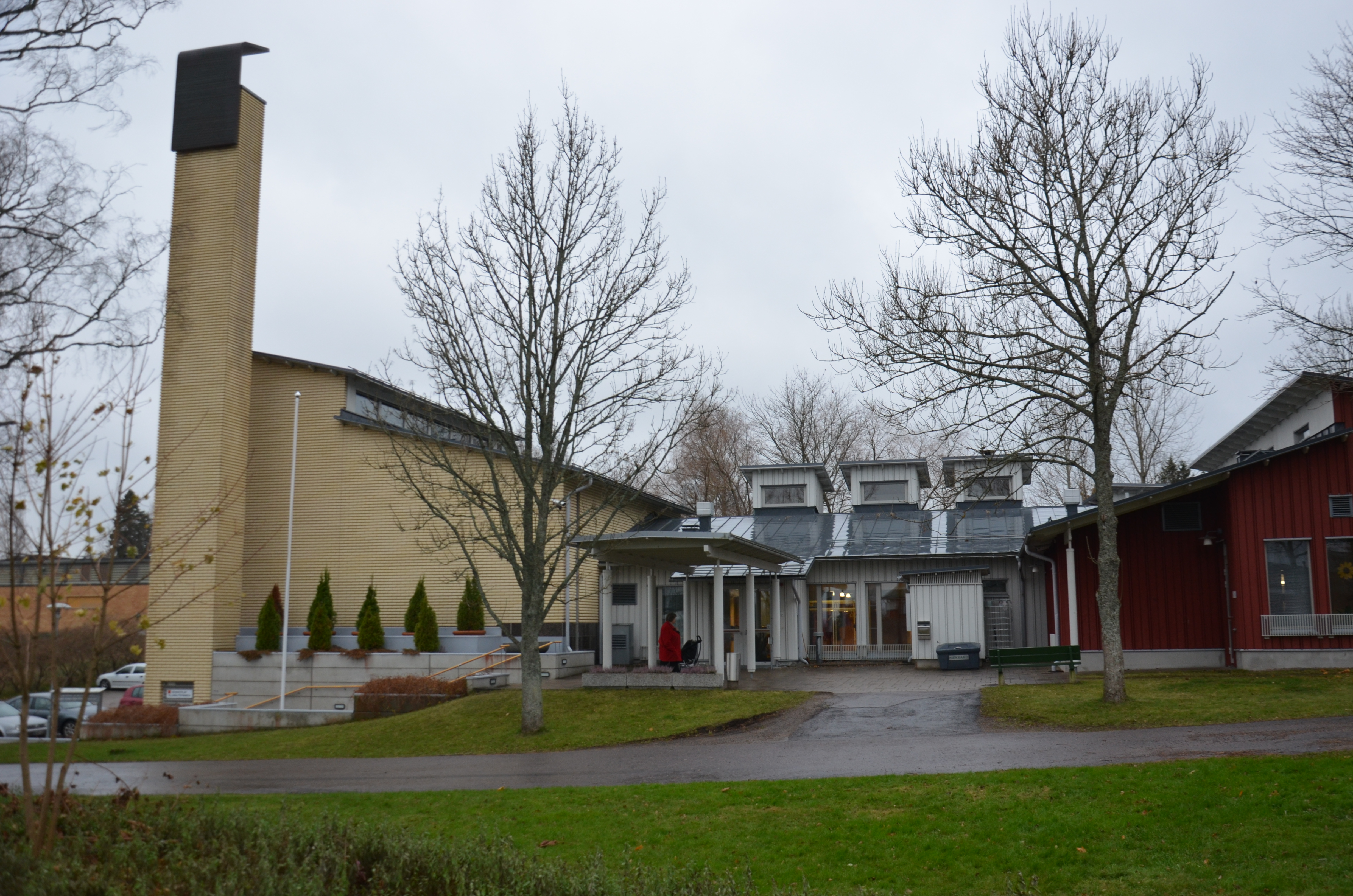
Ingång till kyrka och daghem
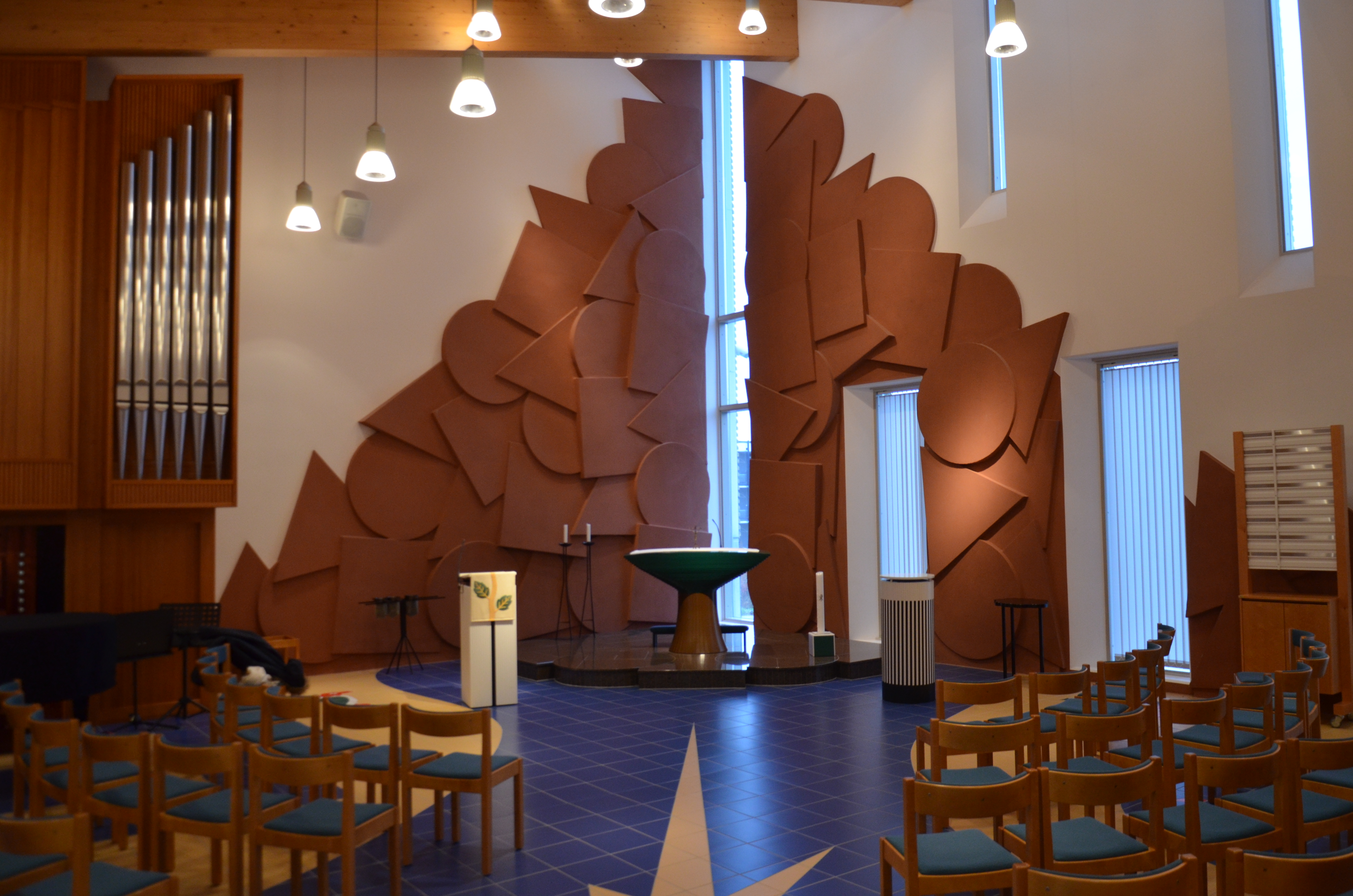
Kyrksalen